# کاواساکی کی-۱۰۲
کاواساکی کی-۱۰۲ (به ژاپنی: キ۱۰۲) (عنوان غیررسمی: هواگرد تهاجمی گونه ۴ (به ژاپنی: 四式襲撃機)) یک هواگرد تک‌باله تک‌موتوره تک‌سرنشین از گونه هواگرد تهاجمی/جنگنده ساخت شرکت کاواساکی در امپراتوری ژاپن بود. این هواگرد نخستین پرواز خود را ماه مارس سال ۱۹۴۴ انجام داد و در ماه‌های پایانی جنگ جهانی دوم در نیروی هوایی نیروی زمینی امپراتوری ژاپن خدمت کرد.

## طراحی و توسعه
کی-۱۰۲ بر پایه سازه هواگرد پیشین کی-۹۶ طراحی شد. هواگرد جدید هم مانند کی-۹۶، از دو موتور شعاعی میتسوبیشی ها-۱۱۲–۲ استفاده می‌کرد. تنها در قسمت اتاقک خلبان ترکیب مورد استفاده در کی-۴۵-۲ به‌کار رفت. کی-۱۰۲ در ابتدا دو مدل داشت. کی-۱۰۲-کو جنگنده رهگیر ارتفاع بلند مجهز به توربو-سوپرشارژر رو-۱۰۲ و مسلح به یک توپ خودکار ۳۷ م‌م و دو توپ خودکار ۲۰ م‌م بود. کی-۱۰۲-اوستو هواگرد تهاجمی بدون توربو-سوپرشارژر و یک توپ خودکار ۵۷ م‌م به جای توپ خودکار ۳۷ م‌م بود.
نخستین پیش‌نمونه کی-۱۰۲ ماه مارس سال ۱۹۴۴ تکمیل شد و به پرواز درآمد. این هواگرد، دو پیش‌نمونه دیگر و بیست هواگرد پیش‌تولید قرار بود از مدل کی-۱۰۲-اوستو باشند اما بعداً اولویت‌ها تغییر کرد و از شش بدنه هواگردهای پیش‌تولید به عنوان پیش‌نمونه مدل کی-۱۰۲-کو استفاده شد. نخستین هواگرد از این مدل ماه ژوئن سال ۱۹۴۴ به هوا برخاست.
تحویل هواگردهای مدل کی-۱۰۲-اوستو از ماه اکتبر سال ۱۹۴۴ آغاز شد. نیروی زمینی عنوان هواگرد تهاجمی گونه ۴ بر آن نهاد. در این حال مشکلات توربو-سوپرشارژر رو-۱۰۲ باعث شد تولید مدل کی-۱۰۲-کو به تعویق بیفتد و تنها شش فروند پیش‌تولید آن تکمیل شود. بیست فروند از بدنه‌های کی-۱۰۲-اوستو هم به کی-۱۰۲-کو تغییر کردند.
دو هواگرد مدل اوستو به عنوان پیش‌نمونه مدل جدید کی-۱۰۲-هِی استفاده شد. در این مدل طول بال بیشتر، بدنه تقویت، سطوح دم باز طراحی و یک اتاقک دیگر با یک جفت توپ خودکار ۳۰ م‌م افزوده شد. به هر حال هنوز هیچ هواگردی از این مدل آماده آزمایش نشده بود که جنگ جهانی دوم سال ۱۹۴۵ به پایان رسید.
مجموعاً ۲۱۵ فروند از مدل کی-۱۰۲-اوستو تکمیل شد.

## مشخصات فنی
کی-۱۰۲-اوستو:
مشخصات عمومی
- خدمه: ۲ نفر
- طول: ۱۱٫۴۵ متر
- طول بال: ۱۵٫۵۷ متر
- ارتفاع: ۳٫۷ متر
- مساحت بال: ۴۰ متر مربع
- وزن خالی: ۵٬۱۵۰ کیلوگرم
- وزن بارگذاری‌شده: ۷٬۱۵۰ کیلوگرم
- نیرومحرکه: ۲ × موتور شعاعی ۱۴ سیلندر میتسوبیشی ها-۱۱۲ خنک‌شونده با هوا: هر یک ۱٬۵۰۰ اسب بخار هنگام برخاستن

عملکرد
- حداکثر سرعت: ۵۸۰ کیلومتر بر ساعت در ۶٬۰۰۰ متری
- سرعت اوج‌گیری: ۵٬۰۰۰ متر در ۸٫۷ دقیقه
- برد: ۱٬۶۰۰ کیلومتر (با محفظه سوخت درونی)

تسلیحات
- ۱ × توپ خودکار ۳۷ م‌م
- ۲ × توپ خودکار ۲۰ م‌م